# Arjun Rampal
Arjun Rampal (ur. 26 listopada 1972) – indyjski aktor filmowy i supermodel, należy do czołowych twórców współczesnego Bollywood. Mieszka w Mumbaju z żoną sławną w Indiach modelką Mehr Jesia i dwiema córkami Mahikaa i Myra. Jej religią jest zaratusztrianizm (pochodzi z rodziny Parsów), on jest hinduistą

## Filmografia
| Tytuł                                  | Rok  | Rola |
| -------------------------------------- | ---- | --- |
| Pyaar Ishq Aur Mohabbat                | 2001 | Gaurav |
| Moksha: Salvation                      | 2001 | Vikram Sehgal |
| Deewaanapan                            | 2001 | Suraj Saxena |
| Oczy                                   | 2002 | Arjun Verma |
| Dil Hai Tumhaara                       | 2002 | Dev Khanna |
| Serce ze złota                         | 2003 | Jai Mehta |
| Tehzeeb                                | 2003 | Salim Mirza |
| Asambhav                               | 2004 | kapitan Aadit Arya |
| Vaada                                  | 2005 | Rahul |
| Elaan                                  | 2005 | Arjun |
| Yakeen                                 | 2005 | Nikhil Oberoi |
| Ek Ajnabee                             | 2005 | Shekhar |
| Humko Tumse Pyaar Hai                  | 2006 | Rohit |
| Darna Zaroori Hai                      | 2006 | Kunal |
| Nigdy nie mów żegnaj                   | 2006 | gościnnie jako Jay |
| Don                                    | 2006 | Jasjit |
| Alag                                   | 2006 | gościnnie w piosence Sabse Alag |
| I See You                              | 2006 | Raj Jaiswal |
| Honeymoon Travels Pvt. Ltd.            | 2007 | gościnnie |
| Om Shanti Om – pierwsza rola negatywna | 2007 | Mukesh Mehra |
| The Last Lear                          | 2007 | Siddharth |
| Dus Kahaniyaan                         | 2007 | |
| Meridian                               | 2007 | Atul Sippy |
| Familywala                             | 2007 | |
| Rock on!!                              | 2008 | Joseph Mascarenhas (Joe)-Nagroda Filmfare dla Najlepszego Aktora Drugoplanowego, Nagroda Star Screen dla Najlepszego Aktora Drugoplanowego |
| EMI                                    | 2008 | |
| Fox                                    | 2009 | |
| Yahan Ke Hum Sikander                  | 2009 | |
| Airport                                | 2009 | |
| Durbar                                 | 2009 | |